# Vilém Mathesius
Vilém Mathesius (ur. 3 sierpnia 1882 w Pardubicach, zm. 12 kwietnia 1945 w Pradze) – czeski językoznawca, historyk literacki, badacz angielskiej i czeskiej literatury.

## Życiorys
W 1912 został pierwszym nauczycielem języka angielskiego na Uniwersytecie Karola w Pradze. W 1926 był głównym założycielem Praskiego Koła Lingwistycznego. Reprezentował teorię strukturalizmu.
Był bratem stryjecznym czeskiego poety Bohumila Mathesiusa.